# Jesús María Henao
Jesús María Henao Melguizo (Amalfi, 1870-Bogotá, 1944) fue un historiador, escritor, fiscal, juez y abogado colombiano.
Hijo de Emiliano Henao y Cristina Melguizo, pasó los primeros años de su vida en su ciudad natal hasta que partió a estudiar literatura en Medellín y derecho en la Universidad Nacional de Colombia, en Bogotá. Posteriormente, permaneció en la capital colombiana para trabajar como fiscal y luego pasar a ser juez. También fue personero municipal en Bogotá, abogado-secretario de la Comisión de Límites de Colombia con Venezuela y secretario de gobierno en Cundinamarca. A su vez, destacó como historiador, siendo miembro entre 1909 y 1944 de la Academia Colombiana de Historia, presidiéndola brevemente entre 1914 y 1915.
Sus principales obras fueron Últimos días del General Santander (1915), La Campaña Libertadora (1919), La grandeza de Bolívar (1930) y especialmente Historia de Colombia para las escuelas y colegios de la República (1910), esta última escrita junto a Gerardo Arrubla.